# 保崎弥緒
保崎 弥緒（ほさき みお、1982年10月4日 -）は、グループ トーキング・アイ所属のフリーアナウンサー。
岡山県岡山市出身、趣味はもの作り、大熱唱。好きな食べ物はパン、フルーツヨーグルト。

## 担当番組
- TSCニュース